# Seznam predsednikov Egipta
Seznam predsednikov Egipta.

## Predsedniki Egipta (1953 – danes)
| Mandat                                                              | Portret                                       | Oseba                                                                                   | Pripadnost                      | Drugo                                |
| ------------------------------------------------------------------- | --------------------------------------------- | --------------------------------------------------------------------------------------- | ------------------------------- | ------------------------------------ |
| Republika Egipta                                                    |                                               |                                                                                         |                                 |                                      |
| 18. junij 1953 do 14. novembra 1954                                 |                                               | Mohamed Naguib, Predsednik محمد نجيب‎                                                    | Oborožene sile Egipta           | Odstopil                             |
| 14. november 1954 do 23. junija 1956                                |                                               | Gamal Abdel Naser, Načelnik Revolucionarnega poveljniškega zbora جمال عبد الناصر        | Mil/LR                          |                                      |
| 23. junija 1956 do 1. februar 1958                                  | Gamal Abdel Naser, Predsednik جمال عبد الناصر | Oborožene sile Egipta                                                                   |                                 |                                      |
| Združena arabska republika                                          |                                               |                                                                                         |                                 |                                      |
| الجمهورية العربية المتحدة (Al-Jumhuriyah al-Arabiyah al-Muttahidah) |                                               |                                                                                         |                                 |                                      |
| 1. februar 1958 do 1962                                             |                                               | Gamal Abdel Naser, Predsednik جمال عبد الناصر                                           | Oborožene sile Egipta           |                                      |
| 1962 do 28. septembra 1970                                          | ASU                                           | Gamal Abdel Naser, Predsednik جمال عبد الناصر                                           | Umrl med mandatom               |                                      |
| 28. september 1970 do 15. oktobra 1970                              |                                               | Anvar El Sadat, v.d. predsednika أنور السادات                                           | Arabska socialistična zveza     |                                      |
| 15. oktober 1970 do 2. september 1971                               | Anvar El Sadat, Predsednik أنور السادات       | Arabska socialistična zveza                                                             |                                 |                                      |
| Arabska republika Egipt                                             |                                               |                                                                                         |                                 |                                      |
| جمهوريّة مصر العربيّة (Gumhuriyat Misr al-Arabiyah)                   |                                               |                                                                                         |                                 |                                      |
| 2. september 1971 do 1978                                           |                                               | Anvar El Sadat, Predsednik أنور السادات                                                 | Arabska socialistična zveza     |                                      |
| 1978 do 6. oktober 1981                                             | Nacionalna demokratična stranka               | Anvar El Sadat, Predsednik أنور السادات                                                 | Žrtev atentata                  |                                      |
| 6. oktober 1981 do 14. oktober 1981                                 |                                               | Sufi Abu Taleb, v.d. predsednika صوفي ابو طالب                                          | Nacionalna demokratična stranka |                                      |
| 14. oktober 1981 do 11. februar 2011                                |                                               | Hosni Mubarak, Predsednik محمد حسني مبارك                                               | Nacionalna demokratična stranka | Odstopil                             |
| 11. februar 2011 do 30. junija 2012                                 |                                               | Mohamed Husein Tantavi, Načelnik Vrhovnega zbora Oboroženih sil Ehipta محمد حسين طنطاوي | Vojaštvo                        |                                      |
| 30. junija 2012 do 3. julija 2013                                   |                                               | Mohamed Morsi, محمد مرسي                                                                | Partija svobode in pravice      | Egiptovski državni udar odstavili    |
| 3. julija 2013 do 8. junija 2014                                    |                                               | Adly Mansour, عدلي منصور                                                                | neodvisen                       |                                      |
| 8. junija 2014 do danes                                             |                                               | Abdel Fattah el-Sisi, عبد الفتاح السيسى                                                 | neodvisen                       | Egiptovski predsedniške volitve 2014 |